# Lekkoatletyka na Letnich Igrzyskach Olimpijskich 1956 – bieg na 400 m przez płotki mężczyzn
Bieg na 400 metrów przez płotki mężczyzn podczas XVI Letnich Igrzysk Olimpijskich w Melbourne rozegrano 23 (eliminacje i półfinały) i 24 listopada 1956 (finał) na stadionie Melbourne Cricket Ground. Zwycięzcą został reprezentant Stanów Zjednoczonych Glenn Davis. W półfinale Eddie Southern ustanowił rekord olimpijski uzyskując czas 50,1 s, który został wyrównany przez Davisa w finale.

## Rekordy

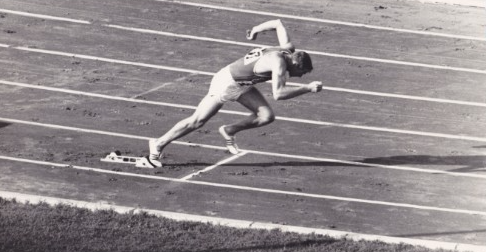
Glenn Davis

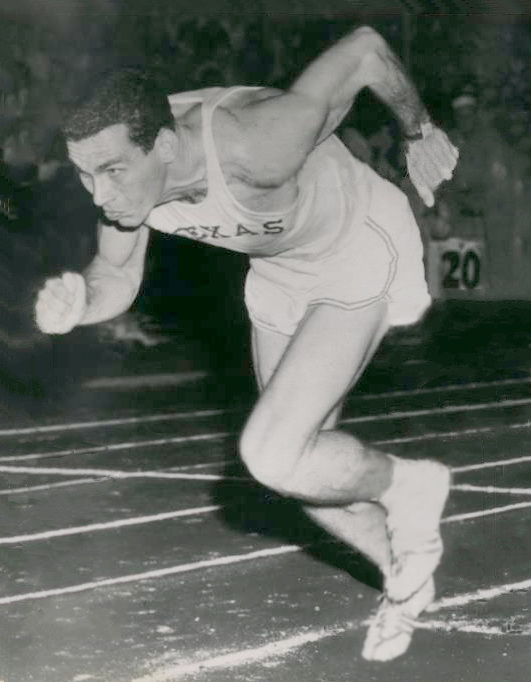
Eddie Southern

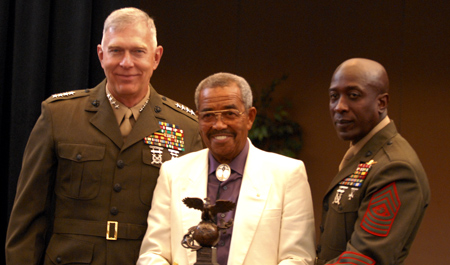
Josh Culbreath (w środku)

|                   | Zawodnik      | Narodowość        | Czas | Data                 | Miejsce     |
| ----------------- | ------------- | ----------------- | ---- | -------------------- | ----------- |
| Rekord świata     | Glenn Davis   | Stany Zjednoczone | 49,5 | 29 czerwca 1956(dts) | Los Angeles |
| Rekord olimpijski | Charles Moore | Stany Zjednoczone | 50,8 | 21 lipca 1952(dts)   | Helsinki    |

## Wyniki
| Poz. - pozycja |
| – rekord świata \| – rekord krajowy \| – rekord życiowy \| = – wyrównany rekord życiowy \| · – najlepszy wynik w sezonie \| = – wyrównany najlepszy wynik w sezonie \| – rekord olimpijski |
| Fn – falstart \| DNF – nie ukończył \| DNS – nie wystartował \| DSQ – zdyskwalifikowany |

### Eliminacje
Rozegrano sześć biegów eliminacyjnych. Do półfinałów awansowało po dwóch najlepszych zawodników z każdego biegu (Q).

#### Bieg 1
| Poz. | Zawodnik        | Narodowość        | Rezultat | Uwagi |
| ---- | --------------- | ----------------- | -------- | ----- |
| 1    | Glenn Davis     | Stany Zjednoczone | 51,33    | Q     |
| 2    | David Lean      | Australia         | 51,55    | Q,    |
| 3    | Keiji Ogushi    | Japonia           | 53,22    |       |
| 4    | Ovidio de Jesús | Portoryko         | 54,08    |       |
| 5    | Pablo Somblingo | Filipiny          | 54,66    |       |

#### Bieg 2
| Poz. | Zawodnik            | Narodowość        | Rezultat | Uwagi |
| ---- | ------------------- | ----------------- | -------- | ----- |
| 1    | Eddie Southern      | Stany Zjednoczone | 51,41    | Q     |
| 2    | Harry Kane          | Wielka Brytania   | 51,85    | Q     |
| 3    | Geoff Goodacre      | Australia         | 52,85    |       |
| 4    | Kalim Khawaja Ghani | Pakistan          | 55,36    |       |
| 5    | Jagdev Singh        | Indie             | 55,36    |       |

#### Bieg 3
| Poz. | Zawodnik       | Narodowość        | Rezultat | Uwagi |
| ---- | -------------- | ----------------- | -------- | ----- |
| 1    | Josh Culbreath | Stany Zjednoczone | 51,06    | Q     |
| 2    | Guy Cury       | Francja           | 51,76    | Q, =  |
| 3    | Jaime Aparicio | Kolumbia          | 52,14    |       |
| 4    | Tom Farrell    | Wielka Brytania   | 52,88    |       |
| 5    | Muhammad Yaqub | Pakistan          | 53,18    |       |
| 6    | Tsai Cheng-fu  | Tajwan            | 54,84    |       |

#### Bieg 4
| Poz. | Zawodnik          | Narodowość | Rezultat | Uwagi |
| ---- | ----------------- | ---------- | -------- | ----- |
| 1    | Ross Parker       | Australia  | 53,51    | Q     |
| 2    | Joanis Kambadelis | Grecja     | 53,66    | Q     |
| 3    | Amadeo Francis    | Portoryko  | 54,38    |       |
| –    | Igor Iljin        | ZSRR       | DNS      |       |
| –    | Helmut Janz       | Niemcy     | DNS      |       |
| –    | Christian Wägli   | Szwajcaria | DNS      |       |

#### Bieg 5
| Poz. | Zawodnik          | Narodowość        | Rezultat | Uwagi |
| ---- | ----------------- | ----------------- | -------- | ----- |
| 1    | Jurij Litujew     | ZSRR              | 51,69    | Q     |
| 2    | Gert Potgieter    | Południowa Afryka | 52,05    | Q     |
| 3    | Ossi Mildh        | Finlandia         | 52,19    |       |
| 4    | Alexandre Yankoff | Francja           | 53,30    |       |
| 5    | Marcel Lambrechts | Belgia            | 54,24    |       |

#### Bieg 6
| Poz. | Zawodnik           | Narodowość      | Rezultat | Uwagi |
| ---- | ------------------ | --------------- | -------- | ----- |
| 1    | Anatolij Julin     | ZSRR            | 52,22    | Q     |
| 2    | Ilie Savel         | Rumunia         | 52,31    | Q     |
| 3    | Bob Shaw           | Wielka Brytania | 52,62    |       |
| 4    | Ulisses dos Santos | Brazylia        | 53,99    |       |
| –    | Josef Kost         | Szwajcaria      | DNS      |       |

### Półfinały
Rozegrano dwa biegi półfinałowe. Do finału awansowało po trzech najlepszych zawodników z każdego biegu.

#### Bieg 1
| Poz. | Zawodnik       | Narodowość        | Rezultat | Uwagi |
| ---- | -------------- | ----------------- | -------- | ----- |
| 1    | Eddie Southern | Stany Zjednoczone | 50,26    | Q,    |
| 2    | Glenn Davis    | Stany Zjednoczone | 50,78    | Q     |
| 3    | Gert Potgieter | Południowa Afryka | 51,30    | Q,    |
| 4    | Guy Cury       | Francja           | 51,66    | [ 4 ] |
| 5    | Anatolij Julin | ZSRR              | 51,79    |       |
| 6    | Ross Parker    | Australia         | 52,72    |       |

#### Bieg 2
| Poz. | Zawodnik          | Narodowość        | Rezultat | Uwagi |
| ---- | ----------------- | ----------------- | -------- | ----- |
| 1    | Josh Culbreath    | Stany Zjednoczone | 50,97    | Q     |
| 2    | David Lean        | Australia         | 51,45    | Q,    |
| 3    | Jurij Litujew     | ZSRR              | 51,78    | Q     |
| 4    | Ilie Savel        | Rumunia           | 52,06    |       |
| 5    | Harry Kane        | Wielka Brytania   | 52,95    |       |
| 6    | Joanis Kambadelis | Grecja            | 53,93    |       |

### Finał
| Poz. | Zawodnik       | Narodowość        | Rezultat | Uwagi |
| ---- | -------------- | ----------------- | -------- | ----- |
| 1    | Glenn Davis    | Stany Zjednoczone | 50,29    | =     |
| 2    | Eddie Southern | Stany Zjednoczone | 50,94    |       |
| 3    | Josh Culbreath | Stany Zjednoczone | 51,74    |       |
| 4    | Jurij Litujew  | ZSRR              | 51,91    |       |
| 5    | David Lean     | Australia         | 51,93    |       |
| 6    | Gert Potgieter | Południowa Afryka | 56,0     |       |